# Гильом из Сен-Тьерри
Гильом из Сен-Тьерри (фр. Guillaume de Saint-Thierry, лат. Guillelmus S. Theodorici, ок. 1080—1148) — французский монах, богослов, настоятель аббатства Сен-Тьерри в 1121—1135 годах. Известен своей ролью в осуждении Пьера Абеляра. Первоначально Гильом был членом ордена бенедиктинцев, затем присоединился к цистерцианцам. Автор более 20 написанных на латыни произведений, включая биографию Бернарда Клервоского (1091—1153).
Практически сразу же после своей смерти Гильом из Сен-Тьерри был забыт, а его труды приписаны другим авторам. Когда в 1390-х годах Жан Жерсон предупреждал своих учеников против спекулятивного богословия и рекомендовал читать мистиков, он советовал изучать Бернарда Клервоскому, имея в виду труды Гильома из Сен-Тьерри. В изучении наследия Гильома из Сен-Тьерри выделяют два этапа, ранний, условно до начала 1950-х годов, и современный. Недостатки ранних исследований были обусловлены не достаточной доступностью трудов Гильома, ограниченных изданием в рамках «Patrologia Latina» Миня. Основная задача исследователей того периода была в корректной атрибуции текстов. Значительный вклад в датировку и атрибуцию внёс французский бенедиктинец Андре Вилмар. Более точное издание трудов Гильома было подготовлено в 1950-х годах М.-М. Дави и Жаком Урлье (Jacques Hourlier). Первый значительный анализ жизни и учений Гильома предпринял Жан Дешане, чьи многочисленные статьи и монография («Guillaume de Saint-Thierry, l’homme et son oeuvre», 1942) заложили основу дальнейших исследований. В 1960-х годах продолжилась публикация критических изданий и переводов трудов Гильома. В рамках серии «Corpus Christianorum Continuatio Mediaevalis» в 1989—2011 годах вышло шеститомное издание его сочинений. Из заметных исследований в 1984 вышла посвящённая августинским основаниям духовности Гильома монография Дэвида Белла (David N. Bell) и коллективные монографии 2015 и 2019 годов.
Единственной достоверно известной вехой жизни Гильома из Сен-Тьерри является дата его смерти 8 сентября 1148 года. Через несколько десятилетий после смерти Гильома в аббатстве Нотр-Дам де Синьи, где он скончался, было составлено его первое жизнеописание. Так называемая «Vita antiqua» («Старое житие») была впервые издана в 1908 году, к настоящему времени существуют её критические издания и переводы на английский и французский языки. Хотя произведение носит агиографический характер, о том, что когда-то предполагалась канонизация, ничего не известно. Считается, что автор «Старого жития» не был лично знаком с Гильомом и пользовался рассказами третьих лиц. Житие практические ничего не сообщает о первой половине жизни монаха, и основное повествование начинается с 1121 года, когда он возглавил Сен-Тьерри. А. Вилмар и Ж. Дедане относили рождение Гильома 1085 годом, а Пауль Вердейен (Paul Verdeyen) в 2011 году обосновал 1075 год, однако существенных аргументов нет ни для какой из этих дат. Достоверным можно считать, что родился Гильом в Льеже. Согласно житию, вместе с Симоном, возможно своим братом, он изучал науки в Реймсе, однако затем по не известным причинам начал монашескую жизнь в реймсском аббатстве святого Никасия. Вступление в общину святого Никасия Вердейен относит к 1105 году. Аббатство придерживалось правил святого Бенедикта и интеллектуальная жизнь в нём была весьма насыщенной. Важнейшим событием в жизни Гильома стала встреча с Бернардом Клервоским. Рассказ об установившейся затем дружбе приводится в написанном Гильомом житии, оставшемся незаконченным, поскольку он скончался раньше Бернарда. Согласно ему, монахи старались проводить как можно больше времени совместно, обсуждая богословские вопросы. Однажды, когда Гильом заболел, Бернард уговорил его переселиться к Клерво. Выздоровев, Гильом вернулся в родной монастырь, что вызвало недовольство его друга. Согласно Вердейену, знакомство произошло около 1119 года, а эпизод с болезнью — в 1124 году. Избрание Гильома аббатом Сен-Тьерри произошло между этими датами, на Великий пост 1121 года. Вероятно, Гильом не был полностью удовлетворён бенедиктинским идеалом монашеской жизни, и хотел бы отказаться от своей должности и стать монахом в Клерво. В одном из своих писем Бернард призывал друга не покидать вверенное ему аббатстве, где тот и оставался до 1135 года. В середине 1120-х годов Гильом принял участие в споре с клюнийцами на стороне Бернарда, написав для него «Апологию». Несколько лет спустя Гильом посвятил своему другу трактат «О благодати и свободе воли».
Хотя, по всей видимости, Гильом проявлял литературную активность ещё будучи монахом в общине святого Никасия, его первый сохранившийся труд «О созерцании Бога» («De contemplando Deo») был, согласно Вердейену, написан между 1121 и 1124 годами. В нём размышления о молитве изложены в том же ключе, что и в проповедях Бернарда на Песнь песней. Более объёмный трактат «О природе и достоинстве любви» («De natura et dignitate amoris») посвящён любви как искусству искусств (лат. ars est artium ars amoris). Среди рассматриваемых разновидностей любви Гильом помещает образ Троицы. Полемический трактат «О таинстве алтаря» («De sacramento altaris») направлен против евхаристического богословия Руперта из Дёйца. Двенадцать «Размышлений», посвящённых различным богословским вопросам, написаны в 1125—1137 годах. Серединой 1120-х годов датируют «Краткий комментарий» на Песнь песней.
Гильом из Сен-Тьерри был деятельным участником монастырской реформы, одним из лидеров первых бенедиктинских капитулов — в Реймсе в 1131 году и в Суассоне в 1132 году. В 1135 году он вступил простым монахом в цисцерцианское аббатство Нотр-Дам де Синьи. В 1140 году Гильом написал письмо Бернарду и папскому легату Жоффруа Шартрскому относительно богословия Пьера Абеляра, которое он счёл не соответствующим учению Отцов церкви. Следствием стал созыв в следующем году собора в Сансе, на котором Абеляр был осуждён. Позже были написаны трактаты «Зеркало веры» («Speculum Fidei») и «Загадка веры» («Aenigma Fidei»), сопровождённые «Золотым посланием» к братьям из Мон-Дьё.